# Leônidas
Pour les articles homonymes, voir Léonidas (homonymie) et Silva.
 (septembre 2013).
Leônidas da Silva, né le 6 septembre 1913 à Rio de Janeiro et mort le 24 janvier 2004 à Cotia, était un footballeur brésilien.
Il était surnommé le « Diamant noir ». Leônidas fut le premier à populariser ce qu'on appelle aujourd'hui la « bicyclette », notamment lors de la Coupe du Monde 1938 en France.

## Biographie

### Club
Leônidas débute à São Cristóvão. Il s'exile ensuite en Uruguay au CA Peñarol. Il y reste une saison puis rentre au Brésil. Après des passages au CR Vasco da Gama et au Botafogo FR, il signe à Flamengo. Il remporte le championnat carioca avec ces trois clubs. Durant la Seconde Guerre mondiale, il est transféré au São Paulo FC où il enrichit encore son palmarès avec cinq championnats pauliste. Il débute en équipe du Brésil le dimanche 4 décembre 1932 lors du match Uruguay-Brésil à l'Estadio Centenario. Il ouvre le score et permet au Brésil de remporter la Copa Rio Branco (victoire finale 2-1).

### Sélection
De tous les artistes brésiliens du football, c'est sûrement celui qui incarne le mieux le mythe du magicien.
Ainsi, à Strasbourg, le 9 juin 1938 en huitième de finale de la Coupe du monde, au retour des vestiaires et alors que la pelouse est détrempée, Leônidas enlève ses chaussures devenues lourdes comme des sabots.
L'arbitre lui interdit de jouer pieds nus mais cela n'empêchera pas Leônidas d'inscrire trois buts contre la Pologne. En quarts de finale, il faut deux matches aux Brésiliens pour écarter la Tchécoslovaquie grâce à Leônidas qui inscrit deux des trois buts brésiliens (1-1 après prolongation puis 2-1).
De ce fait, les joueurs sont davantage éprouvés que leurs adversaires italiens qu'ils affrontent en demi-finale. L'entraîneur brésilien Adhemar Pimenta décide alors de laisser son buteur se reposer pour la finale, mais mal lui en prit car c'est l'Italie qui se qualifie pour la finale (2-1).
Le Brésil se contente donc de la troisième place face à la Suède (4-2) et Leônidas du titre de meilleur buteur de l'épreuve (sept buts).
Après la Coupe du monde 1938, la société Lacta lança en son honneur une tablette de chocolat baptisé « diamant noir ». C'est ainsi que naquit son surnom.
Il achève sa carrière en 1950 tout en ayant espéré être sélectionné pour la Coupe du monde 1950 qui se tenait au Brésil.

### Après-carrière
Après sa carrière, il est nommé entraîneur au São Paulo FC en 1951. Mais il s'entend mal avec ses anciens coéquipiers et abandonne rapidement le métier d'entraîneur. Il devient ensuite chroniqueur à la radio. Dans le cadre de son travail à la radio, il se rend en Allemagne en 1974 pour commenter la Coupe du monde.
Cette même année, il apprend qu'il souffre de la maladie d'Alzheimer et quitte son poste de chroniqueur en 1976. Il meurt le 24 janvier 2004 à l'âge de 90 ans. Il est enterré au Cemiterio da Paz de São Paulo.

## Palmarès
- Champion de Rio : 1934, 1935 et 1939
- Champion de São Paulo : 1943, 1945, 1946, 1948 et 1949
- Copa Rio Branco : 1932
- Copa Roca : 1945
- Meilleur buteur de la coupe du monde : 1938 (7 buts)
- 179 matchs et 142 buts avec Flamengo.
- 211 matchs et 140 buts avec São Paulo.
- 21 buts en 19 sélections avec l'équipe du Brésil[5],[6],[7].